# Xã Franklin, Quận Linn, Iowa
Xã Franklin (tiếng Anh: Franklin Township) là một xã thuộc quận Linn, tiểu bang Iowa, Hoa Kỳ. Năm 2010, dân số của xã này là 7.330 người.